# Adrien Lavieille
Pour les autres membres de la famille, voir Famille Lavieille.
Adrien Lavieille, né à Montmartre le 29 mars 1848 et mort à Chartres le 5 février 1920, était un peintre français.

## Biographie
Fils du peintre paysagiste Eugène Lavieille et neveu du graveur sur bois Jacques Adrien Lavieille, Adrien Lavieille a été un peintre de la campagne : aux alentours de Paris, en Bretagne, près de Cancale et au sud de Rennes sur les bords de la Vilaine, en Touraine, en Vendée à Saint-Jean-de-Monts. C'est dans cette dernière ville qu'il a été invité par le graveur et peintre Auguste Lepère, avec lequel il était très lié. Il a aussi été peintre dans la région de Vendôme, où il a séjourné chez sa fille Andrée Lavieille, également peintre, et son gendre, l'homme de lettres Paul Tuffrau.
Il a également peint à Montmartre, où il a vécu durant sa jeunesse, et, comme son père, à Moret-sur-Loing, près de Fontainebleau.
Ses œuvres, peintures à l'huile et dessins, sont un témoignage d'une époque où la France alors très rurale, se transforme.
Parallèlement à son activité de peintre, Adrien Lavieille a, pour des raisons financières, tout au long de sa vie, effectué des travaux de restauration et décoration : basilique Saint-Martin de Tours (où il a travaillé avec le peintre Pierre Fritel), palais de justice de Rennes, château de Vaux-le-Vicomte, hôtel de Lauzun, quai d'Anjou à Paris, etc.
Il épousa en 1878 l'artiste peintre Marie Petit, qui, dès lors, signera sous le nom de Marie Adrien Lavieille.